# Iwogumoa longa
Iwogumoa longa là một loài nhện trong họ Amaurobiidae.
Loài này thuộc chi Iwogumoa. Iwogumoa longa được miêu tả năm 2001 bởi Jia-Fu Wang, Tso & Wu.